# Sherman (Mississipi)
Sherman és una població dels Estats Units a l'estat de Mississipi. Segons el cens del 2000 tenia 548 habitants.

## Demografia
Segons el cens del 2000, Sherman tenia 548 habitants, 241 habitatges, i 153 famílies. La densitat de població era de 113,1 habitants per km².
Dels 241 habitatges en un 29,5% hi vivien nens de menys de 18 anys, en un 46,9% hi vivien parelles casades, en un 14,1% dones solteres, i en un 36,5% no eren unitats familiars. En el 34,4% dels habitatges hi vivien persones soles el 14,9% de les quals corresponia a persones de 65 anys o més que vivien soles. El nombre mitjà de persones vivint en cada habitatge era de 2,27 i el nombre mitjà de persones que vivien en cada família era de 2,95.
Per edats la població es repartia de la següent manera: un 25,5% tenia menys de 18 anys, un 7,5% entre 18 i 24, un 29% entre 25 i 44, un 24,1% de 45 a 60 i un 13,9% 65 anys o més.
L'edat mediana era de 37 anys. Per cada 100 dones de 18 o més anys hi havia 76,6 homes.
La renda mediana per habitatge era de 21.667 $ i la renda mediana per família de 29.844 $. Els homes tenien una renda mediana de 29.038 $ mentre que les dones 18.958 $. La renda per capita de la població era d'11.301 $. Entorn del 20,4% de les famílies i el 20,9% de la població estaven per davall del llindar de pobresa.

## Poblacions més properes
El següent diagrama mostra les poblacions més properes.